# Famille de Sanhard de La Fressange
La famille de Sanhard de La Fressange, parfois appelée Saignard, est une famille subsistante de la noblesse française, anoblie en 1439.

## Personnalités
- Henri de Saignard de La Fressange (1791-1852), maire, conseiller général (1833-1852) puis député de Haute-Loire (1837-1848)[2].
- Christiane de la Fressange (1919-2009), skieuse alpine française.
- Inès de La Fressange (1957) mannequin, égérie de Chanel, créatrice, styliste de mode.

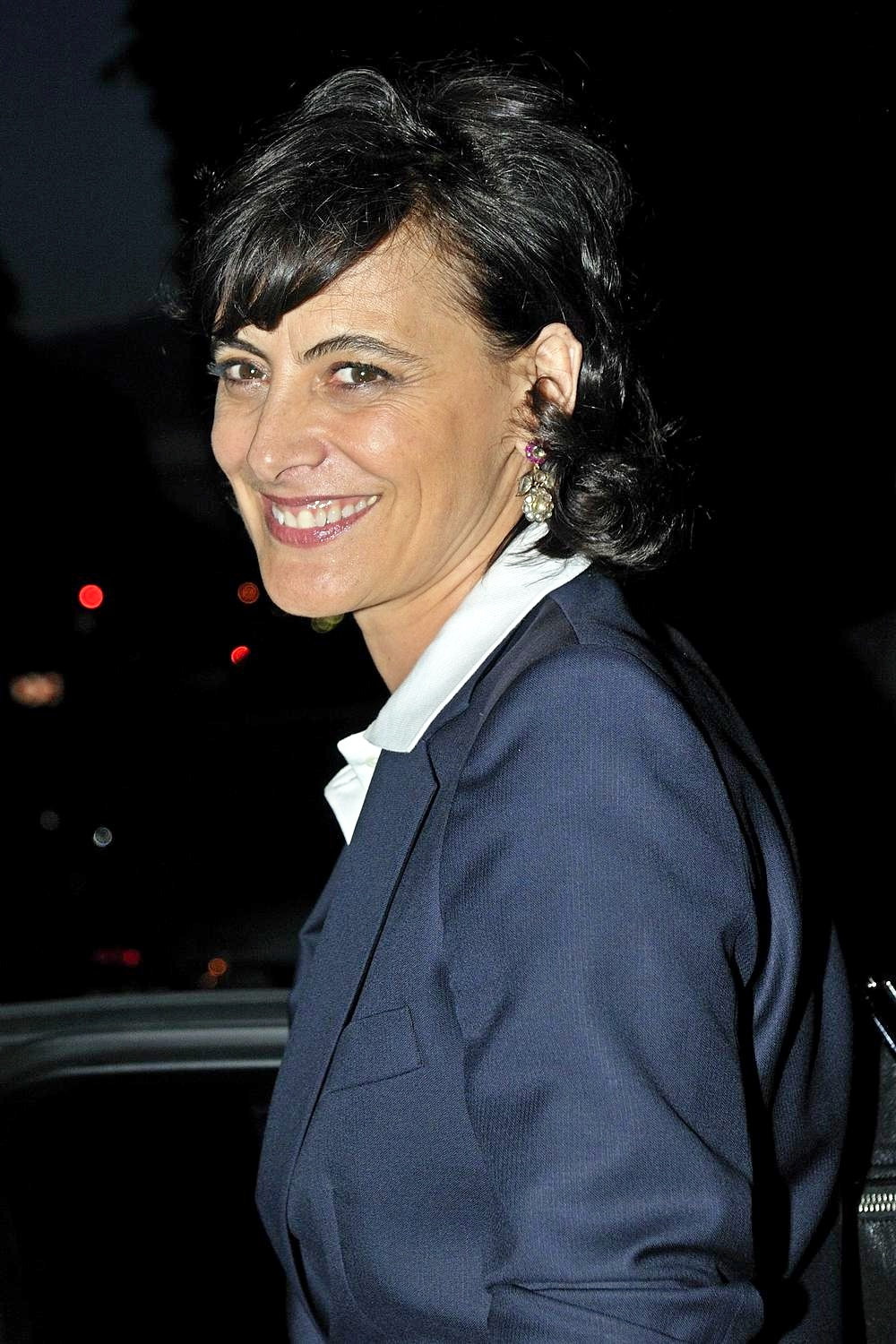

## Sources
- Régis Valette, Catalogue de la noblesse française, 2007
- Gaston de Jourda de Vaux, Le nobiliaire du Velay et de l'ancien diocèse du Puy, t. VI (lire en ligne)